# حسن سلطانی
حسن سلطانی تودشکی (زاده ۱۳۲۹) بازیگر و مدیر فیلم‌برداری اهل ایران است.
سلطانی کار خود را در سینما با فیلم غریبه و مه، بهرام بیضایی در سال ۱۳۵۴ آغاز کرد.

## جوایز
- ۱۳۷۱، جشنوارهٔ دفاع مقدس دورهٔ چهارم، دیپلم افتخار و پنج سکهٔ بهار آزادی برای فیلمبرداری تویی که نمی‌شناختمت.

## مدیر فیلم‌برداری
- مجروح جنگی (۱۳۷۸، اصغر نصیری)
- معصوم (۱۳۷۷، داود توحید پرست)
- آخرین نبرد (۱۳۷۶، حمید بهمنی)
- شوک (۱۳۷۵)
- جاده عشق (۱۳۷۲، رجب محمدین)
- باز باران (۱۳۷۱، محسن محسنی‌نسب)
- میهمانی خصوصی (۱۳۶۵، حسن هدایت)
- معما (۱۳۶۵، حسین زندباف)
- اتوبوس (۱۳۶۴، یدالله صمدی)
- مردی که زیاد می‌دانست (۱۳۶۳، یدالله صمدی)
- طائل (۱۳۶۳، محمد عقیلی)

## بازیگر
- فانی (۱۳۶۸، افشین شرکت)
- طائل (۱۳۶۳، محمد عقیلی)
- نینوا (۱۳۶۲، رسول ملاقلی‌پور)
- مرگ سفید (۱۳۶۲، حسین زندباف)